# Broekhofkapel

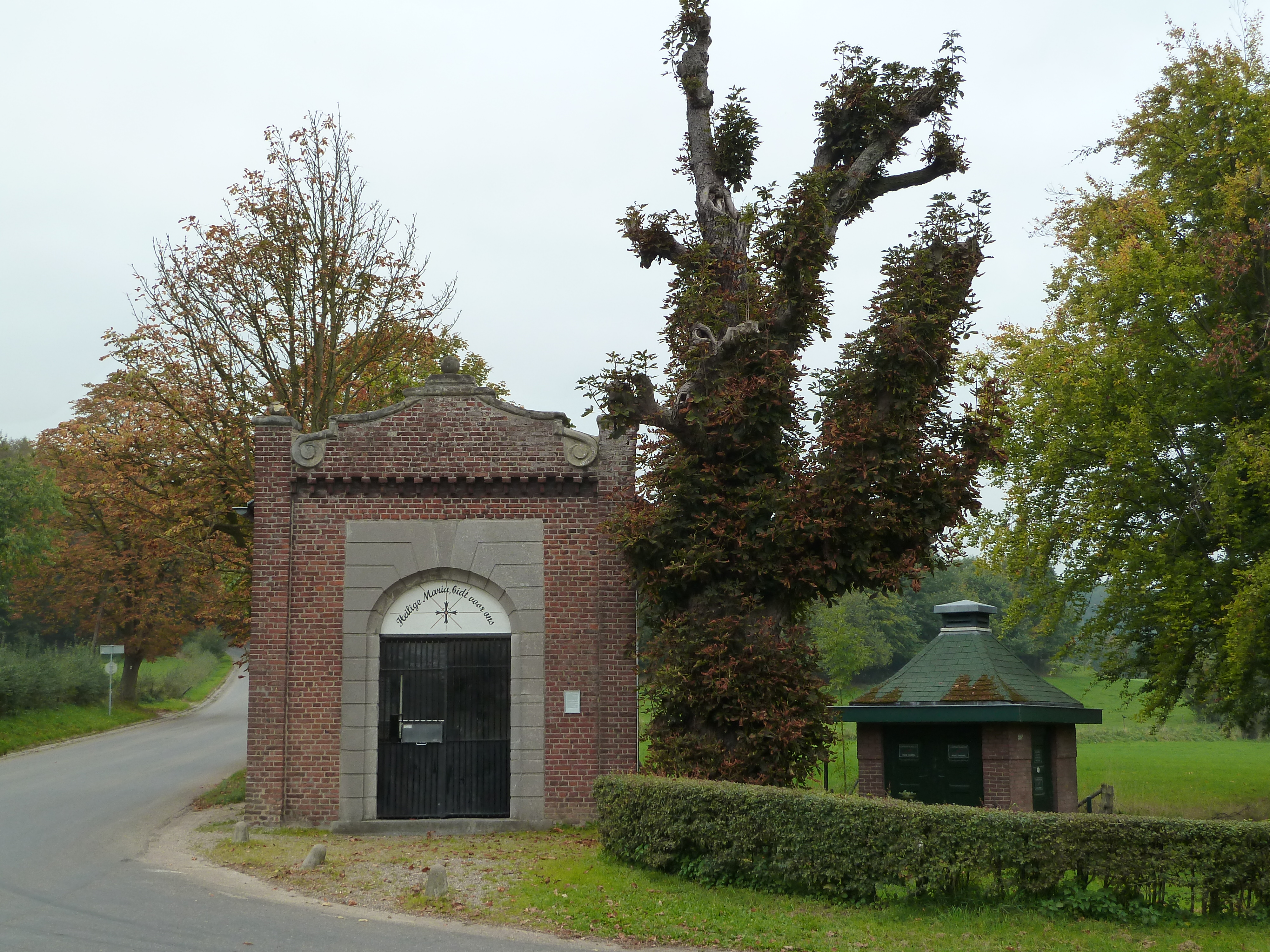
Broekhofkapel met paardenkastanje (2010)

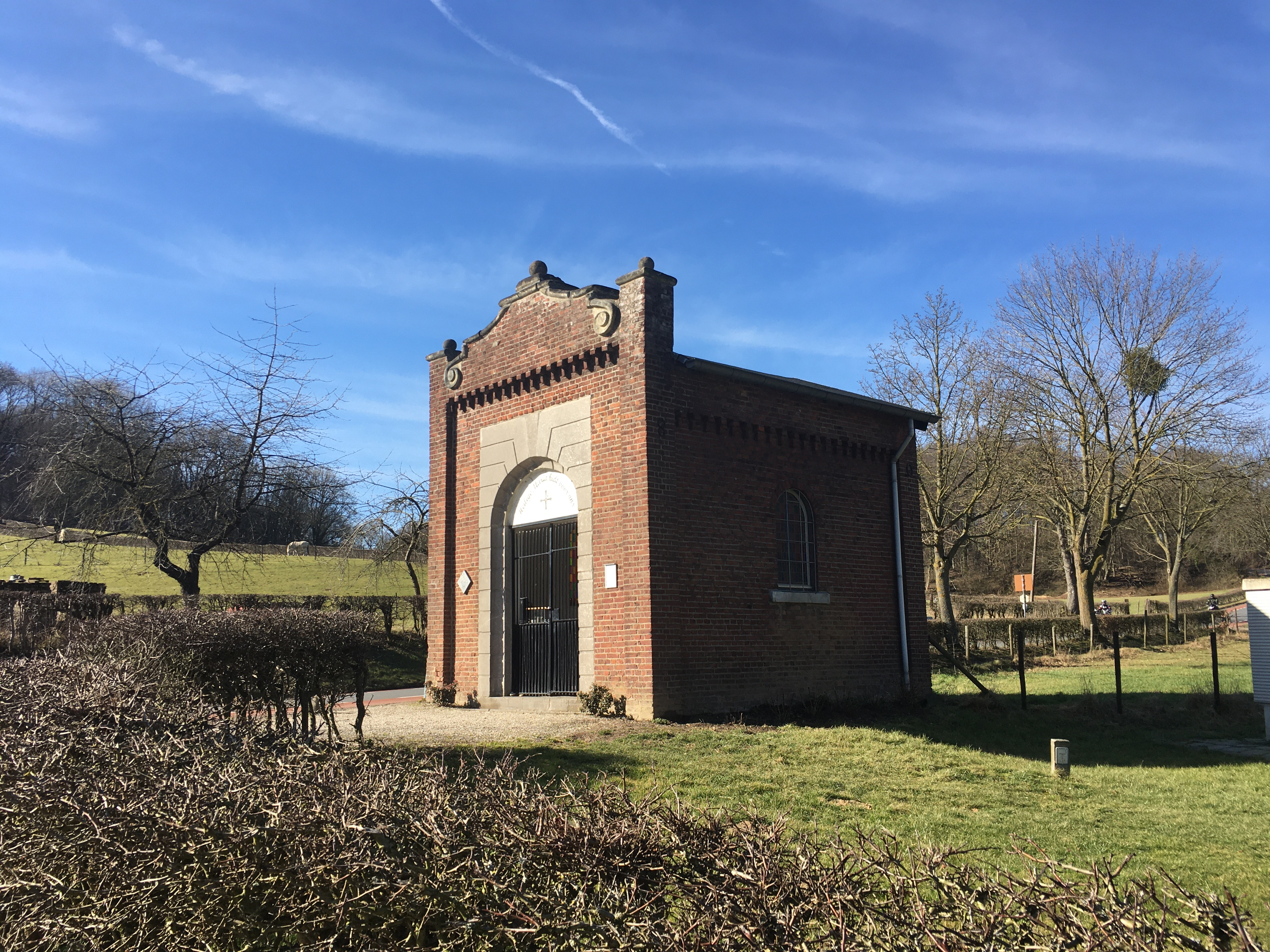
Broekhofkapel te Slenaken (2021)

De Broekhofkapel of Mariakapel is een kapel bij Slenaken in de Nederlandse gemeente Gulpen-Wittem in de provincie Limburg. De kapel staat aan het einde van de Dorpsstraat waar de weg zich splitst in de weg Piemert richting Hoogcruts en Noorbeek en in de weg Beutenaken richting Beutenaken en Gulpen. De kapel staat in het Gulpdal ten westen van het hellingbos Groote Bosch.
Op ongeveer 900 meter naar het zuidoosten staat de Sint-Remigiuskerk van Slenaken. Ten zuidoosten van de kapel ligt aan de overzijde van de weg de hoeve Broekhof. Naast de kapel stond een paardenkastanje, een monumentale kapelboom.
De bidkapel is gewijd aan Maria.

## Geschiedenis
In 1880 werd de kapel gebouwd.
In 1966 werd de kapel op genomen in het rijksmonumentenregister.
In 2012 werd naast de ingang van de kapel een plaquette onthuld voor Roy Disse, die op 18 oktober 2010 op 32-jarige leeftijd op deze plek verongelukte.

## Opbouw

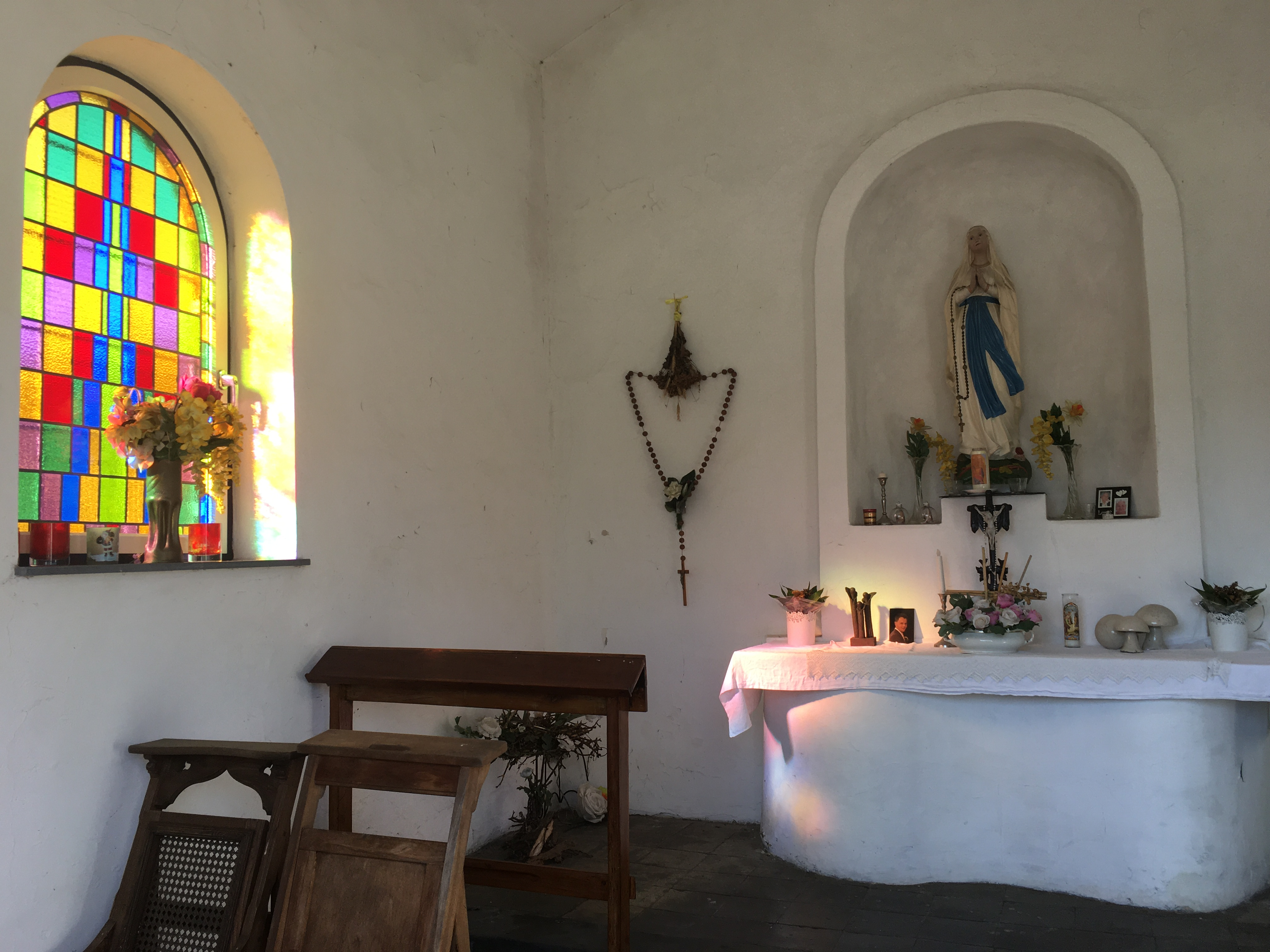
Interieur van de broekhofkapel

De vrijstaande niet-georiënteerde bakstenen kapel werd opgetrokken in een traditioneel-ambachtelijke bouwstijl op een rechthoekig plattegrond en wordt gedekt door een zadeldak. De rondboogvormige toegang tot de kapel heeft een natuurstenen omlijsting en is afgesloten door een smeedijzeren hek. De frontgevel is verder voorzien van twee pilasters met bovenop de kolommen twee bolornamenten met een verder twee sierlijke krulelementen in natuursteen die de bovenrand van de gevel vormen getopt door een bolornament. De zijgevels hebben elk een rondboogvenster met glas in lood.
Boven de ingang staat een tekst te lezen:

Heilige Maria, bidt voor ons